# Іон-Корвін
Іон-Корвін (рум. Ion Corvin) — село у повіті Констанца в Румунії. Адміністративний центр комуни Іон-Корвін.
Село розташоване на відстані 140 км на схід від Бухареста, 66 км на захід від Констанци, 146 км на південь від Галаца.

## Населення
За даними перепису населення 2002 року у селі проживали 564 особи.
Національний склад населення села:
| Національність | Кількість осіб | Відсоток |
| -------------- | -------------- | -------- |
| румуни         | 510            | 90,4%    |
| турки          | 52             | 9,2%     |

Рідною мовою назвали:
| Мова      | Кількість осіб | Відсоток |
| --------- | -------------- | -------- |
| румунська | 517            | 91,7%    |
| турецька  | 44             | 7,8%     |